# Il 49º uomo
Il 49º uomo (The 49th Man) è un film del 1953 diretto da Fred F. Sears. È un thriller d'azione statunitense sulla guerra fredda con John Ireland, Richard Denning e Suzanne Dalbert.

## Trama
Il capitano della USS Security Investigation Division Paul Reagan incarica John Williams di dare la caccia a un gruppo sovversivo che ha contrabbandato parti di bombe atomiche negli Stati Uniti in casi progettati. Williams si reca in Francia, a Marsiglia, dove incontra Margo Wayne in un bar sul lungomare e scopre che lei fa parte del complotto. Quando viene richiamato da Reagan, Williams viene informato che è stato impegnato in un controllo di sicurezza dei giochi di guerra per testare la difesa atomica dell'America, ma dimostra a Reagan che gli agenti nemici stanno effettivamente usando i giochi di guerra come copertura per mettere una bomba nel paese.

## Produzione
Il film, diretto da Fred F. Sears su una sceneggiatura di Harry Essex con il soggetto di Ivan Tors, fu prodotto da Sam Katzman per la Katzman Corporation e girato dall'11 dicembre al 22 dicembre 1952. Il titolo di lavorazione fu 49 Men. La produzione utilizzò filmati d'archivio di esperimenti sulle bombe atomiche

## Distribuzione
Il film fu distribuito con il titolo The 49th Man negli Stati Uniti dal 20 maggio 1953 dalla Columbia Pictures.
Altre distribuzioni:
- in Svezia il 3 maggio 1954 (49:e mannen)
- in Finlandia il 21 maggio 1954 (Vastavakoojien verkossa)
- in Portogallo il 1º agosto 1955 (O Homem 49)
- in Belgio (Le quarante-neuvième homme)
- in Grecia (O 49os anthropos)
- in Portogallo (O Homem 49)
- in Italia (Il 49º uomo)

## Promozione
La tagline è: "48 CAUGHT IN ENEMY AGENT ROUND-UP...BUT THE 49TH HAS THE A-BOMB...and it's set to explode on U.S.soil! ".